# Contributions from the Queensland Herbarium
Contributions from the Queensland Herbarium (abreviado Contr. Queensland Herb.) fue una revista ilustrada con descripciones botánicas que fue editada en Australia en los años  1968-1977. Fue reemplazada por Austrobaileya.